# Сиджилло
Сиджи́лло (итал. Sigillo) — коммуна в Италии, располагается в области Умбрия, подчиняется административному центру Перуджа.
Население составляет 2461 человек, плотность населения составляет 95 чел./км². Коммуна занимает площадь 26 км². Почтовый индекс — 6028. Телефонный код — 075.
Святой покровительницей населённого пункта почитается святая Анна. День памяти ежегодно отмечается 26 июля.